# Militärflugplatz Seyring
Der Militärflugplatz Seyring in Seyring bei Gerasdorf bei Wien (damals ein Teil Groß-Wiens) war der wichtigste und größte deutsche Militärflugplatz im Wiener Raum während des Zweiten Weltkriegs. Der Deckname des Flughafens war „Wetterfrosch“.

## Geschichte
Die Errichtung des Flugplatzes, nach der Schaffung von Groß-Wien innerhalb der Stadtgrenzen gelegen, begann bereits kurze Zeit nach dem Anschluss Österreichs an Deutsche Reich. Der Flugplatz erhielt die Ordnungsnummer A8. Allerdings kam es bei den Planungen des Flugfeldes zu Diskussionen zwischen Luftwaffe und Reichstatthalterei, so dass ein eigentlich geplanter großzügiger Bau auf die Pläne eines sogenannten E-Hafens reduziert wurden.
Hier waren Flugeinheiten wie das Jagdgeschwader 53 („Pik-As“) oder das Jagdgeschwader 301 stationiert, das im sogenannten Wilde-Sau-Verfahren operierte.
Der Flugplatz diente zudem als wichtiger Einfallhorst für deutsche Nachtjäger.
Selbst zur Zeit der Invasion in der Normandie blieben hier Jäger stationiert, während ansonsten praktisch alle Einheiten nach Frankreich verlegt wurden.
Der Militärflugplatz Seyring war eine ausgedehnte Anlage. Mehrere Hangars, ein befestigtes Hallenvorfeld, Unterkünfte, eine Kläranlage und kilometerlange Taxiways machten ihn zu einem der größten deutschen Fliegerhorste überhaupt. Ein Anschlussgleis an die vorbeiführende Laaer Ostbahn diente zum Nachschub an Material und Treibstoff, so konnten die Bodentanks direkt aus den Einheitskesselwagen befüllt werden.
Noch 1944 wurde der Flughafen weiter ausgebaut – er sollte nun eine befestigte Start- und Landebahn erhalten. Ob diese vor Kriegsende noch fertiggestellt wurde, lässt sich heute nicht mehr mit Sicherheit sagen. Die notwendige Arbeitskräfte für den umfassenden Ausbau des Flugplatzes kamen aus dem Zwangsarbeiterlager Seyring 31, in dem vor allem Italiener und Jugoslawen gefangen gehalten wurden.
Am 8. April 1945 zerstörte die abziehende Deutsche Luftwaffe die Einrichtungen des Flugplatzes, welcher am 12. April von der Roten Armee besetzt wurde.
Noch heute sieht man Überreste dieses Flugplatzes wie betonierte Rollbahnen und Taxiways, einige Militärbunker und die Kläranlage (siehe unten). Zudem erinnern einige Straßennamen in Seyring an das ehemalige Flugfeld.
Die folgende Tabelle zeigt eine Auswahl fliegender aktiver Einheiten (ohne Schul- und Ergänzungsverbände) der Luftwaffe, die dort zwischen 1941 und 1945 stationiert waren.
| Von            | Bis        | Einheit                              | Ausrüstung            |
| -------------- | ---------- | ------------------------------------ | --------------------- |
| März 1941      | April 1941 | 4./Fernaufklärungs-Gruppe 121        | Junkers Ju 88         |
| Oktober 1943   | März 1944  | II./Jagdgeschwader 53                | Messerschmitt Bf 109G |
| November 1943  | April 1944 | II./Jagdgeschwader 301               | Messerschmitt Bf 109G |
| April 1944     | April 1944 | III./Jagdgeschwader 301              | Messerschmitt Bf 109G |
| Mai 1944       | Juni 1944  | Stab, Stabsstaffel/Jagdgeschwader 27 | Messerschmitt Bf 109G |
| Mai 1944       | Juni 1944  | I./Jagdgeschwader 300                | Messerschmitt Bf 109G |
| Mai 1944       | Juni 1944  | I./Jagdgeschwader 302                | Messerschmitt Bf 109G |
| Juni 1944      | Juli 1944  | Stab, I., II./Zerstörergeschwader 76 | Messerschmitt Me 410  |
| Juni 1944      | Juli 1944  | 7./Zerstörergeschwader 26            | Messerschmitt Me 410  |
| September 1944 | Juli 1944  | III./Jagdgeschwader 77               | Messerschmitt Bf 109G |
| Dezember 1944  | März 1945  | 3./Fernaufklärungs-Gruppe 121        | Junkers Ju 188        |
| Februar 1945   | März 1945  | II./Nachtjagdgeschwader 100          | Junkers Ju 88         |

## Sichtbare Überreste des Flugplatzes
| Fotostandort                      | Beschreibung | Bild |
| --------------------------------- | --- | ---- |
| 48° 20′ 8.1″ N 16° 30′ 11.81″ E   | Der 3 km lange, teilweise überwachsene nordöstliche Rollweg zu den nördlichen Liegeplätzen des ehemaligen Flugplatzes.                                |      |
| 48° 20′ 19.48″ N 16° 29′ 59.72″ E | Der teilweise überwachsene nördliche Rollweg zu den nördlichen Liegeplätzen des ehemaligen Flugplatzes.                                               |      |
| 48° 19′ 43.17″ N 16° 28′ 36.55″ E | Westlicher Rollweg von der Startbahn mit einer Breite von ca. 13 Metern.                                                                              |      |
| 48° 19′ 39.01″ N 16° 29′ 57.58″ E | Östlicher Hangar/Liegeplatz des ehemaligen Flugplatzes Seyring                                                                                        |      |
| 48° 19′ 38.49″ N 16° 29′ 58.27″ E | Östlicher Hangar/Liegeplatz des ehemaligen Flugplatzes Seyring.                                                                                       |      |
| 48° 19′ 39.4″ N 16° 29′ 58.26″ E  | Östlicher Hangar/Liegeplatz des ehemaligen Flugplatzes Seyring.                                                                                       |      |
| 48° 19′ 41.17″ N 16° 28′ 35.63″ E | Die 60 m breite und 500 m lange Beton-Startbahn 11/29 an ihrem westlichen Ende mit Blick gegen Osten.                                                 |      |
| 48° 20′ 15.95″ N 16° 30′ 14.39″ E | Nördlicher Hangar/Liegeplatz des ehemaligen Flugplatzes Seyring.                                                                                      |      |
| 48° 20′ 0.38″ N 16° 30′ 1.27″ E   | Offener Schießstand zur Bordwaffenjustierung am nord-östlichen Rollweg des ehemaligen Flugplatzes.                                                    |      |
|                                   | Heutige Straßennamen in Seyring (Niederösterreich), die auf die frühere Existenz des nicht mehr vorhandenen ehemaligen Flugplatzes Seyring hinweisen. |      |